# Politikåret 1967

## Händelser

### Januari
- 27 januari – Rymdfördraget sluts.

### April
- 21 april – En militärjunta under ledning av Georgios Papadopoulos tar makten i Grekland genom en statskupp.

### Maj
- 30 maj – Biafra förklarar sig självständigt från Nigeria.[1]

### Augusti
- 8 augusti – Association of Southeast Asian Nations (ASEAN) bildas av Filippinerna, Indonesien, Malaysia, Singapore och Thailand.[2]

### September
- 20 september – Västra delen av Nigeria bryter sig loss och bildar självständiga Republiken Benin.

## Val och folkomröstningar
- 11 juni – Alltingsval på Island.
- 23 juli – Vid en folkomröstning i Puerto Rico säger 60 % av de deltagande nej till att bli en delstat i USA.[3]
- 10 september – Vid en folkomröstning i Gibraltar blir det ja till fortsatt brittiskt styre.[4]
- Okänt datum – Parlamentsval i Indien.

## Organisationshändelser
- 15 maj – Sveriges kommunistiska parti (SKP) beslutar på sin kongress att byta namn till Vänsterpartiet kommunisterna (VPK).
- Okänt datum – Frisinnad samverkan bildas på Åland.
- Okänt datum – Sveriges kommunistiska parti bildas med namnet Kommunistiska Förbundet Marxist-Leninisterna. OBS! Ej samma Sveriges kommunistiska parti som ovan.
- Okänt datum – I Danmark bildas Venstresocialisterne efter en splittring av Socialistisk Folkeparti.

## Födda
- 17 maj – Mohamed Nasheed, Maldivernas president 2008–2012.
- 21 december – Micheil Saakasjvili, Georgiens president 2008–2013.

## Avlidna
- 18 juli – Humberto de Alencar Castelo Branco, Brasiliens president 1964–1967.
- 8 oktober – Clement Attlee, Storbritanniens premiärminister 1945–1951.
- 1 december – Arturo Araujo, El Salvadors president 1 mars–2 december 1931.

### Fotnoter
1. ↑  ”Nigeria” (på engelska). World Statesmen. http://www.worldstatesmen.org/Nigeria.htm. Läst 7 november 2012.
2. ↑  ”Association of Southeast Asian Nations  (ASEAN)” (på engelska). World Statesmen. http://www.worldstatesmen.org/International_Organizations.html#ASEAN. Läst 23 november 2012.
3. ↑  ”Puerto_Rico” (på engelska). World Statesmen. http://www.worldstatesmen.org/Puerto_Rico.html. Läst 22 november 2012.
4. ↑  ”Gibraltar” (på engelska). World Statesmen. http://www.worldstatesmen.org/Gibraltar.html. Läst 22 november 2012.